# Hosapetebasavapura, Malavalli
Hosapetebasavapura là một làng thuộc tehsil Malavalli, huyện Mandya, bang Karnataka, Ấn Độ.